# Protonemura izmiriana
Protonemura izmiriana is een steenvlieg uit de familie beeksteenvliegen (Nemouridae). De wetenschappelijke naam van de soort is voor het eerst geldig gepubliceerd in 2004 door Vinçon & Zhiltzova.